# Гибель эскадры
«Гибель эскадры» — советский художественный фильм, снятый режиссёром Владимиром Довганем в 1965 году на киностудии им. А. Довженко по мотивам одноимённой пьесы А. Е. Корнейчука.
Премьера фильма состоялась 21 февраля 1966 года. Один из лидеров кинопроката 1966 года в СССР (19 000 000 зрителей).

## Сюжет
Действие фильма происходит летом 1918 года. Против молодой Советской Республики выступили страны Антанты. На Чёрном море хозяйничают немцы. Кайзеровская армия поспешно продвигается в глубь Украины. Когда полчища врага заняли Одессу, Николаев, Перекоп и нависла угроза оккупации Крыма и во избежание захвата Черноморского флота немцами, по распоряжению главы Советского правительства Ленина корабли были перебазированы из Севастополя в Новороссийск.
Но вскоре и Новороссийск оказался под угрозой захвата немецкими полчищами и белогвардейцами, а достаточных для сокрушительного отпора захватчикам сил у Советской Республики на юге страны не было, Совнарком принял решение уничтожить флот.
Фильм рассказывает о напряжённой борьбе большевиков с силами контрреволюции, пытающимися сорвать выполнение ленинского приказа. Всего были затоплены командами открытием кингстонов, подрывом зарядов и реже торпедированием линкор, десять эсминцев, два миноносца и посыльное судно. Второй линкор и шесть эсминцев со вспомогательными судами ушли в Севастополь. Восемь сторожевых катеров были погружены на железнодорожные платформы и перевезены в Царицын, где они стали основой большевистской Волжской флотилии.

## В ролях
- Борис Ливанов — Гранатов, адмирал
- Светлана Коркошко — Оксана Матюшенко, комиссар эскадры
- Георгий Мартынюк — Гайдай, матрос
- Николай Гринько — Артём, комиссар
- Николай Талюра — Кобза, боцман
- Михаил Заднепровский — Алеша Богобрат
- Геннадий Юхтин — Фрегат,
- Герман Качин — Паллада,
- Георгий Жжёнов — Раевский, старший лейтенант
- Юрий Леонидов — командир флагмана
- Владислав Стржельчик — князь Кнорис, лейтенант
- Александр Сердюк — Кобаха, полковник
- Сергей Курилов — Воронов, капитан 2-го ранга
- Александр Ханов — Бухта, боцман
- Александр Лебедев — Вася[источник не указан 930 дней][значимость факта?]
- Владимир Волчик — высокий матрос[источник не указан 930 дней][значимость факта?]
- Степан Крылов — моряк-балтиец[источник не указан 930 дней][значимость факта?]
- Лесь Сердюк — моряк-балтиец[источник не указан 930 дней][значимость факта?]
- Василий Фущич — матрос[источник не указан 930 дней][значимость факта?]
- Саша Панасюк — юнга[источник не указан 930 дней][значимость факта?]
- Леонид Данчишин — комитетчик[источник не указан 930 дней][значимость факта?]
- Антон Доценко — комитетчик[источник не указан 930 дней][значимость факта?]
- Виктор Полищук — комитетчик[источник не указан 930 дней][значимость факта?]
- Станислав Молганов — комитетчик[источник не указан 930 дней][значимость факта?]
- Николай Пишванов — председатель судового комитета[источник не указан 930 дней][значимость факта?]
- Сергей Сибель — комитетчик-радист[источник не указан 930 дней][значимость факта?]
- И. Сидоренко — комитетчик[источник не указан 930 дней][значимость факта?]
- Василий Хорошко — комитетчик[источник не указан 930 дней][значимость факта?]
- Владимир Дальский — пожилой матрос[источник не указан 930 дней][значимость факта?]
- И. Дзюба — контра[источник не указан 930 дней][значимость факта?]
- Н. Егин — контра[источник не указан 930 дней][значимость факта?]
- Дмитрий Костенко — контра[источник не указан 930 дней][значимость факта?]
- Михаил Крамар — контра[источник не указан 930 дней][значимость факта?]
- Николай Сулима — контра[источник не указан 930 дней][значимость факта?]
- Григорий Тесля — контра[источник не указан 930 дней][значимость факта?]
- Валентин Кобас — офицер в ресторане (нет в титрах)[источник не указан 930 дней][значимость факта?]
- Юрий Прокопович — офицер в ресторане с кальяном (нет в титрах)[источник не указан 930 дней][значимость факта?]
- Иван Бондарь — матрос с повязкой на глазу (нет в титрах)[источник не указан 930 дней][значимость факта?]
- Владимир Клунный — матрос (нет в титрах)[источник не указан 930 дней][значимость факта?]
- Юрий Мартынов — матрос (нет в титрах)[источник не указан 930 дней][значимость факта?]
- Валентин Грудинин — священник в ресторане (нет в титрах)[источник не указан 930 дней][значимость факта?]
- Юрий Ступаков — эпизод[источник не указан 930 дней][значимость факта?]
- Давид Яновер — эпизод[источник не указан 930 дней][значимость факта?]

## Награды
- Премия II-го Всесоюзного кинофестиваля художнику В. Агранову (Киев, 1966 год).